# Municipio de Herrljunga
El municipio de Herrljunga (en sueco: Herrljunga kommun) es un municipio en la provincia de Västra Götaland, al suroeste de Suecia. Su sede se encuentra en la ciudad de Herrljunga. El municipio se creó en 1974 cuando los antiguos municipios de Herrljunga y Gäsene se fusionaron.

## Localidades
Hay 2 áreas urbanas (tätort) en el municipio:
| # | Tätort           | Población |
| - | ---------------- | --------- |
| 1 | Herrljunga       | 4077      |
| 2 | Ljung y Annelund | 1221      |

## Ciudades hermanas
Herrljunga está hermanado o tiene tratado de cooperación con:
- Ukmergė, Lituania
- Kamianets-Podilskyi, Ucrania